# Sisaket Football Club
El Sisaket Football Club (en tailandés: สโมสรฟุตบอลจังหวัดศรีสะเกษ) es un equipo de fútbol de Tailandia que juega en la Primera División de Tailandia, la segunda liga de fútbol más importante del país.

## Historia
Fue fundado en el año 1998 en la Provincia de Sisaket por la Autoridad Deportiva de Tailandia y en cooperación con la Asociación de Fútbol de Tailandia, ganando la Liga Provincial al año siguiente.
En el año 2003 cambiaron su nombre al de Steel Rock FC, y en el 20087 lo cambiaron por el de Dangerous Kouprey FC.
Para el año 2012 se mudaron a la Provincia de Ubon Ratchathani porque el equipo de la ciudad uba a crear de nuevo al Sisaket United, y el club cambió de nombre por el de Esan United FC. La mudanza solo duró un año debido a que los papeles del Esan United eran ilegales, siendo la franquicia suspendida para esa temporada, pero retornando a la temporada 2014.

## Palmarés
- Liga Provincial de Tailandia: 1

1999/2000

## Clubes afiliados
- AS Roma

## Jugadores

### Plantel

#### Altas y bajas 2020
| Altas                | Altas          | Altas                  | Altas           | Altas        |
| Jugador              | Posición       | Procedencia            | Tipo            | Costo        |
| -------------------- | -------------- | ---------------------- | --------------- | ------------ |
| Teerapong Puttasukha | Portero        | Lamphun Warrior        | Traspaso.       | No revelado. |
| Wanit Chaisan        | Delantero      | Agente libre           | Libre.          | --           |
| Adisak Sensom-Elad   | Defensa        | Thai Honda             | Traspaso libre. | --           |
| Thanet Benphas       | Defensa        | Thai Honda             | Traspaso libre. | --           |
| Narakorn Khana       | Centrocampista | Ubon UMT United        | Traspaso.       | No revelado. |
| Kongphop Luatsong    | Centrocampista | Ubon UMT United        | Traspaso.       | No revelado. |
| Atthapong Nooprom    | Centrocampista | Nakhonratchasima Mazda | Traspaso.       | No revelado. |
| Alex Ruela           | Delantero      | Air Force United       | Traspaso.       | No revelado. |
| Chalitpong Jantakul  | Defensa        | Navy                   | Traspaso.       | No revelado. |
| Prin Goonchorn       | Portero        | Thai Honda             | Traspaso.       | No revelado. |
| Kento Nagasaki       | Centrocampista | Thai Honda             | Traspaso.       | No revelado. |

| Bajas                | Bajas          | Bajas             | Bajas     | Bajas        |
| Jugador              | Posición       | Destino           | Tipo      | Costo        |
| -------------------- | -------------- | ----------------- | --------- | ------------ |
| Prapart Rattanadee   | Centrocampista | Muang Loei United | Traspaso. | No revelado. |
| Peemeit Thongnitiroj | Centrocampista | Navy              | Traspaso. | No revelado. |
| Dominic Adiyiah      | Delantero      | Chiangmai United  | Traspaso. | No revelado. |